# Zygmunt Powstaniec (pociąg pancerny)
Pociąg pancerny Nr 14 „Zygmunt Powstaniec” – pociąg pancerny sformowany i używany w czasie III powstania śląskiego.

## Historia
Pociąg został zbudowany i sformowany w warsztatach kolejowych i hucie w Zawadzkiem, a jego budowę zakończono w dniu 17 maja 1921 roku. Otrzymał nazwę „Zygmunt Powstaniec”, a po utworzeniu w wojskach powstańczych 1 czerwca 1921 roku Inspektoratu Pociągów Pancernych otrzymał jeszcze numer 14 Jego stacją macierzystą było Zawadzkie.
W dniu 23 maja uczestniczył w walkach na trasie Szymiszów – Kamień. W dniu 25 maja uczestniczył w obronie Zębowic, w trakcie tych walk kilka jego wagonów zostało uszkodzonych i były straty w załodze pociągu. W związku z uszkodzeniami został skierowany do naprawy w hucie „Laura” w Siemianowicach.
Po remoncie w dniu 6 czerwca został ponownie skierowany do walk w rejonie Zębowic, gdzie brał udział w walkach do 10 czerwca, skąd został skierowany do Lublińca, tam pozostawał do końca powstania.
Na początku lipca osłaniał odwrót wojsk Grupy „Północ” do Herb pod Częstochową. Następnie jego skład wraz z pociągiem pancernym „Nowak” został w dniu 5 lipca 1921 roku skierowany do Kielc. Skąd część jego składu skierowano do Poznania. Tam pociąg rozformowano, część wagonów skierowano do służby w pociągach pancernych Wojska Polskiego. Natomiast z pozostałych usunięto opancerzenie i skierowano do dyrekcji kolei w Katowicach.

## Załoga
- Dowódca – kpt. Strowski (ranny 25 maja), por. Jan Horst (czasowo w zastępstwie rannego dowódcy)
- Dowódca artylerii – por. Jaroszewski
- Dowódca karabinów maszynowych – ppor. Blana
- Dowódca oddziału szturmowego – Lubicz

## Skład pociągu pancernego „Nowak”
- stan osobowy: 68 żołnierzy, po remoncie 78 żołnierzy
- skład i uzbrojenie:
  - parowóz G8, całkowicie opancerzony blachą żelazną o grubości 12 mm
  - 2 wagony artyleryjskie (przebudowane dwuosiowe węglarki), opancerzone blachą stalową o grubości 10 mm oraz betonem o grubości 200 mm i deską o grubości 50 mm, uzbrojenie wagonu – 1 francuska armata górska kal. 65 mm znajdującej się w obrotowej wieży
  - 2 wagony wyposażone w karabiny maszynowe (przebudowane dwuosiowe wapniarki), opancerzone blachą żelazną o grubości 1 mm oraz betonem o grubości 200 mm i deską o grubości 50 mm, uzbrojenie wagonu – 4 – 6 karabinów maszynowych
  - wagon szturmowy, drewniany, osłonięty betonem, drzwi okryte blachą żelazną o grubości 10 mm
  - 2 platformy kolejowe, osłonięte z przodu i z tyłu blachą żelazną o grubości 10 mm